# Kartika Airlines

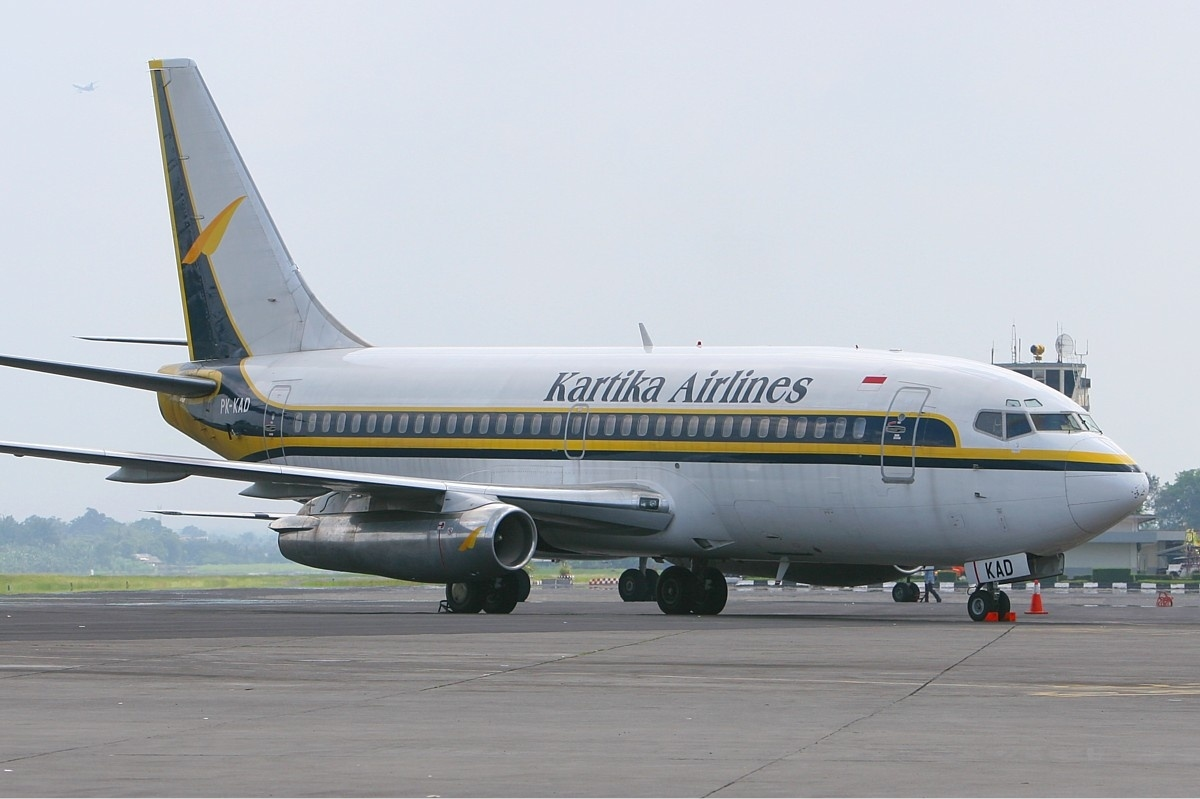
Boeing 737-200 (реєстр. PK-KAD) авіакомпанії Kartika Airlines, 2006 рік

Kartika Airlines — авіакомпанія Індонезії. Авіакомпанія, що базується в Джакарті. Використовується тільки на внутрішніх авіалініях Індонезії.

## Історія
Авіакомпанія була створена на початку 2001 року і почала здійснювати польоти 15 травня того ж року. Kartika Airlines цілком належить PT Truba. У 2004 році її діяльність була припинена, проте вже 15 червня 2005 року авіакомпанія відновила роботу.
3 квітня 2012 року Kartika Airlines внесена до „чорного“ списку авіакомпаній, яким заборонені польоти в країнах ЄС через не дотримання стандартів безпеки у сфері цивільної авіації.
1 березня 2013 року з'явилася інформація, що постачання літаків SSJ-100 для Kartika Airlines знаходяться під загрозою зриву, а вже 4-го числа авіакомпанія припинила операційну діяльність.

## Географія польотів
- Джакарта
- Батам
- Медан
- Джамбі
- Палембанг
- Пенанг

## Літаки
- 2 Boeing 737-200, яким більше 30 років
- 2 Boeing 737-500

У 2010 році на авіасалоні в Фарнборо між ГСС і Kartika Airlines був підписаний контракт на постачання 30 літаків Sukhoi Superjet 100. Ведуться переговори з термінами поставки і фінансування угоди..